# Utazu (Kagawa)
Utazu (宇多津町 Utazu-chō?) es un pueblo localizado en la prefectura de Kagawa, Japón. En octubre de 2019 tenía una población estimada de 19.008 habitantes y una densidad de población de 2.347 personas por km². Su área total es de 8,10 km².

## Geografía

### Localidades circundantes
- Prefectura de Kagawa
  - Marugame
  - Sakaide

## Demografía
Según los datos del censo japonés, esta es la población de Utazu en los últimos años.
| 1995   | 2000   | 2005   | 2010   | 2015   |
| ------ | ------ | ------ | ------ | ------ |
| 14,928 | 15,978 | 17,460 | 18,434 | 18,952 |